# Goos-Hänchen-Effekt
Der Goos-Hänchen-Effekt (auch Goos-Hänchen-Verschiebung) beschreibt ein optisches Phänomen der Wellenbrechung bei Totalreflexion: Fällt eine linear polarisierte elektromagnetische Welle (z. B. Licht) aus einem optisch dichteren Medium unter dem kritischen Winkel {\displaystyle \theta _{\mathrm {T} }} auf eine Grenzfläche zu einem optisch dünneren Medium, so erfährt der Lichtstrahl einen longitudinalen Versatz in der Einfallsebene. Die Welle wird nicht an der Grenzfläche reflektiert, sondern an einer virtuellen dazu parallelen Ebene im optisch dünneren Medium.
Dieser Effekt wurde schon von Isaac Newton vorhergesagt (bzw. vermutet), aber erst von Fritz Goos (1883–1968) und Hilda Hänchen (1919–2013) im Jahre 1943 experimentell nachgewiesen.
Bei der Totalreflexion von zirkular oder elliptisch polarisiertem Licht tritt der Goos-Hänchen-Effekt (Längsverschiebung) zusammen mit dem Imbert-Fedorov-Effekt, einer Verschiebung quer zur Einfallsebene, auf.
Ein analoger Effekt mit akustischen Wellen wurde von Lotsch als Schoch-Effekt bezeichnet.

## Beschreibung

Strahlendiagramm, welches die Goos-Hänchen-Verschiebung veranschaulicht

Nach dem Reflexionsgesetz wird der einfallende Strahl an der Grenzfläche unter demselben Winkel reflektiert, mit dem er auf die Grenzfläche eingefallen ist. Je näher man sich jedoch dem kritischen Winkel {\displaystyle \theta _{T}} nähert, desto weiter liegen die Punkte von einfallendem und reflektiertem Licht an der Grenzfläche auseinander. Verlängert man die Strahlen weiter, so findet man, dass sie – unter dem durch das Reflexionsgesetz vorhergesagten Winkel – reflektiert werden, nur dass die Ebene der Reflexion schon im optisch dünneren Medium liegt.
Der transversale Versatz resultiert aus dem evaneszenten Verhalten der Welle im dünneren Medium und wird definiert als der Ort, an dem die Feldamplitude auf das 1/e-Fache seines Maximums abgefallen ist (siehe ATR-Spektroskopie).
Diese ist definiert als:
{\displaystyle d_{\mathrm {p} }={\frac {\lambda }{2\pi n_{1}{\sqrt {\sin ^{2}\theta -\left({\frac {n_{2}}{n_{1}}}\right)^{2}}}}}}
Folglich berechnet sich die Goos-Hänchen-Verschiebung zu
{\displaystyle L=\tan \theta \cdot 2d_{\mathrm {p} }={\frac {\lambda \cdot \tan \theta }{\pi n_{1}{\sqrt {\sin ^{2}\theta -\left({\frac {n_{2}}{n_{1}}}\right)^{2}}}}}}.
Die Goos-Hänchen-Verschiebung hängt von der Polarisationsrichtung des einfallenden Strahls ab.

## Nachweis
Lange wurde versucht, den Aufenthalt der Welle im optisch dünneren Medium durch Betrachtung des Energieflusses in den Medien nachzuweisen. Dabei stellte sich allerdings das Problem, dass man Energie nur dann messen kann, wenn man sie auf irgendeine Art ableitet, wodurch es zu Störungen bei der Brechung kommen würde. Da der Goos-Hänchen-Effekt nur kleine Auswirkungen hat, wären diese schnell gestört worden.
Die Idee von Goos und Hänchen war schließlich, auf einem Prisma einen Streifen einer reflektierenden Silberschicht aufzubringen. Ein unter dem kritischen Winkel innerhalb des Prismas auf die Grenzfläche einfallender – und damit total reflektierter – Lichtstrahl wurde teils auf das Silber, teils auf freies Glas geleitet. Weil Silber einen wesentlich höheren Brechungsindex als Luft hat, liegen für diesen Teil des Lichts die Bedingungen zur Totalreflexion nicht mehr vor, weil der kritische Winkel von den Brechungsindices der beteiligten Medien abhängt (vgl. Totalreflexion). Stattdessen wird hier das Licht gewöhnlich reflektiert. Dieser Strahl wurde als Referenzmessung verwendet und damit der Unterschied zu dem wirklich total gebrochenen Strahl – bei welchem der Goos-Hänchen-Effekt eintrat – beobachtet. Um den Effekt noch zu verstärken, wurde das Licht dabei mehrmals über versilberte oder nicht versilberte Flächen reflektiert.
Verwendet man als optisch dünnes Medium ein nichtlineares, so kann man den Effekt für Winkel nahe am kritischen Winkel etwas besser beobachten.

## Erklärung
Die Wellen, die man als Lösungen der Wellengleichung aus den Maxwell-Gleichungen bekommt, müssen kontinuierlich (sprich stetig) sein. Es kann danach also nicht sein, dass eine Welle direkt an der Grenzfläche einfach abbricht und verschwindet. Es müssen deshalb am Rand eines Mediums sog. evaneszente Wellen vorliegen: stetige Fortsetzungen der Wellen, die exponentiell abfallen und deshalb gewöhnlich außer Acht gelassen werden können, weil sie nur geringfügig in die anderen Materialien eindringen. In dem optisch dünneren Medium liegt also als Konsequenz aus den Maxwell-Gleichungen eine Welle vor.

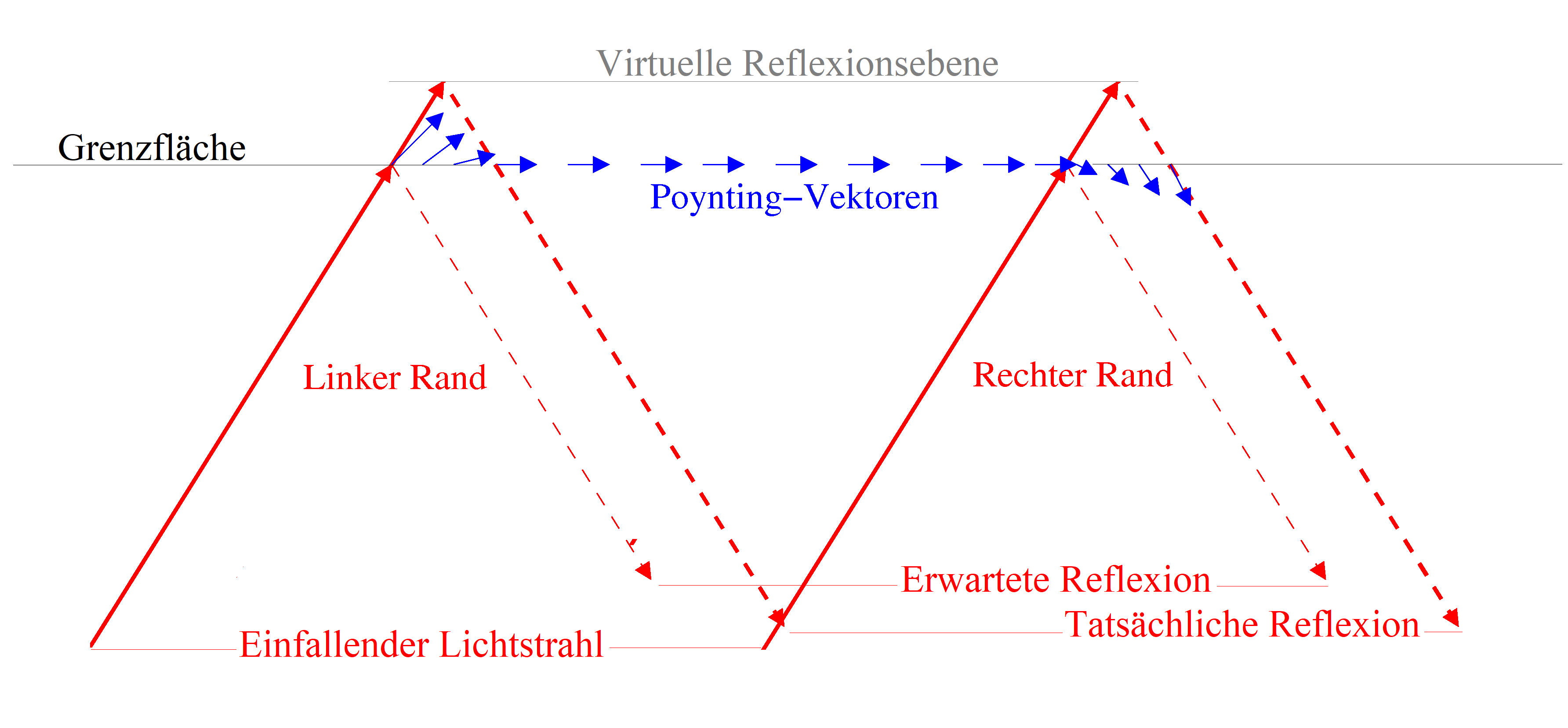
Verläufe ausgezeichneter Strahlen und Poynting-Vektoren zur Erklärung

Ein wichtiger Effekt, der bei Rechnungen meist außer Acht gelassen wird, ist die endliche Breite der einfallenden Wellen: Die Welle hat als Lichtbündel außen liegende Randstrahlen und innen liegende Strahlen. Man kann nun mathematisch zeigen, dass an der Grenzfläche diejenigen Randstrahlen, die zuerst mit der Grenzfläche in Kontakt kommen (links in der Abb.), einen Teil ihrer Energie in das optisch dünnere Medium abgeben. Elegant wird dieser Energietransport durch den Poynting-Vektor {\displaystyle {\vec {S}}} beschrieben; er gibt an, in welche Richtung Energie fließt. Auf der linken Seite also zeigt der Poynting-Vektor leicht schräg in das optisch dünnere Medium. Dies gilt aber nur für einen kleinen Randbereich; der Winkel der Poynting-Vektoren nimmt vom Rand nach innen hin kontinuierlich ab, somit ist die Energieleitung in den mittleren Bereichen der Welle parallel zur Grenzfläche. Am anderen Rand des Lichtbündels dagegen zeigt der Poynting-Vektor vom optisch dünneren in das optisch dichtere Medium und somit wird hier wieder Energie in das optisch dichtere Medium gepumpt, welche die reflektierte Welle darstellt.
Dieser Transport der Energie ist dafür verantwortlich, dass es an der bzw. über die Grenzfläche keinen Nettoenergiefluss gibt, das heißt, die aufgenommene und abgegebene Energie halten sich genau die Waage. Die hierfür notwendigen Wellen, welche Energie hin- und herpendeln lassen, ergaben sich aus der theoretischen Abhandlung von J. Picht über die Totalreflexion. Sie war historisch gesehen auch die erste Arbeit, die eine abgeleitete theoretische Vorhersage über die laterale Verschiebung des reflektierten Strahls machte. 
Eine weitere Interpretation (von H. Wolter) ist, dass die auf der einen Seite ins optisch dünnere Medium fließende Energie dort die evaneszente Welle etabliert und diese evaneszente Welle ihre Energie wieder an den reflektierten Strahl abgibt. Dies würde erklären, warum die Verschiebung der Reflexionsebene in ähnliche Distanzen geschieht, wie die Ausbreitung der evaneszenten Welle reicht.
Interessanterweise braucht man, um die oben beschriebenen hin- und herlaufenden und energietransportierenden Wellen mathematisch beschreiben zu können, mindestens zwei einlaufende Wellen. Bei einer normalen Rechnung vereinfacht man die einlaufende Welle (wie oben erwähnt) eigentlich unkorrekterweise zu einer einzelnen, ebenen Welle. Diese reicht alleine nicht aus, um die hin- und herlaufenden Wellen erklären zu können. Da die fresnelschen Formeln (mit denen man Reflexion und Absorption von Wellen winkelabhängig vorhersagen kann) ebene Wellen als Grundlage haben, kann man mit ihnen den Goos-Hänchen-Effekt nicht hinreichend beschreiben.

## Analogon in der Quantenmechanik
In der Quantenmechanik gibt es bei der Betrachtung von Wahrscheinlichkeitsströmen an Potentialbarrieren ein Analogon zum optischen Goos-Hänchen-Versatz.
Das Potential sei
{\displaystyle V(x,y)={\begin{cases}0&{\text{falls }}x<0{\text{ (Gebiet I)}}\\V_{0}&{\text{falls }}x\geq 0{\text{ (Gebiet II)}}\end{cases}}}
Die Gesamt-Wellenfunktion kann als Produkt einer x- und y-Wellenfunktion dargestellt werden, die beide ebene Wellen beschreiben und jeweils die Schrödinger-Gleichung erfüllen.
{\displaystyle \phi (x,y)=\phi _{1}(x)\phi _{2}(y)}
Damit die von negativen {\displaystyle x} einlaufende Welle totalreflektiert wird, muss {\displaystyle V_{0}>E_{1}} sein. In Gebiet II wird der Wellenvektor der x-Wellenfunktion damit imaginär. Es handelt sich um eine evaneszente Welle.
{\displaystyle k_{x,II}={\frac {1}{\hbar }}{\sqrt {2m(E_{1}-V_{0})}}={\frac {i}{\hbar }}{\sqrt {2m|E_{1}-V_{0}|}}=:i\kappa _{x}\quad {\text{mit}}\quad \kappa _{x}\in \mathbb {R} }
Man definiert
{\displaystyle \vartheta :=\arctan {\frac {\kappa _{x}}{k_{x,I}}}}
und berechnet die Wahrscheinlichkeitsstromdichte in beiden Gebieten. A sei die Amplitude der einlaufenden ebenen Welle.
{\displaystyle {\vec {J}}(x,y)={\begin{pmatrix}J_{x}\\J_{y}\end{pmatrix}}={\begin{cases}{\begin{pmatrix}0\\{{\frac {2\hbar k_{y}}{m}}|A|^{2}\left(1+\cos(2k_{x,I}+2\vartheta )\right)}\end{pmatrix}}&{\text{falls }}x<0{\text{ (Gebiet I)}}\\{\begin{pmatrix}0\\{\frac {4\hbar k_{y}}{m}}|A|^{2}(\cos \vartheta )^{2}e^{-2\kappa _{x}x}\end{pmatrix}}&{\text{falls }}x\geq 0{\text{ (Gebiet II)}}\end{cases}}}
Die y-Komponente der Wahrscheinlichkeitsstromdichte in Gebiet I beschreibt eine stehende Welle, die aus Überlagerung von einfallender und reflektierte Welle resultiert. An {\displaystyle J_{y}} in Gebiet II kann der Goos-Hänchen-Versatz der evaneszenten Welle abgelesen werden. Mit {\displaystyle k\propto n} ({\displaystyle n} ist der Brechungsindex) lässt sich daraus die oben angegebene Größe {\displaystyle d_{p}} herleiten.